# Heroico
Heroico és una pel·lícula dramàtica mexicana dirigida i escrita per David Zonana, produïda per Michel Franco i protagonitzada per Fernando Cuautle, Santiago Sandoval Carbajal, Esteban Caicedo, Carlos Gerardo García, Isabel Yudice i Mónica del Carmen. Es va estrenar el 21 de setembre de 2023. És una coproducció internacional de Mèxic i Suècia. La cinta va ser filmada en el Centre Cerimonial Otomí que recrea a l'Heroic Col·legi Militar.

## Argument
Luis, un adolescent d'origen indígena s'inscriu en el Heroico Colegio Militar, a la recerca d'un futur millor. Els seus nous companys i ell es veuen sotmesos a un sistema jeràrquic brutal, en el qual els alumnes veterans humilien als nouvinguts.

## Repartiment
- Fernando Cuautle com Eugenio Sierra
- Santiago Sandoval Carbajal com Luis
- Esteban Caicedo com Mario
- Carlos Gerardo García com Ratón
- Ari Axel Saenz com Carrasco
- Isabel Yudice com Andrea
- Mónica del Carmen com Yanin
- Hugo Gutiérrez com General

## Llançament
La pel·lícula es va estrenar al Festival de Cinema de Sundance el 21 de gener de 2023. També es va projectar en la secció panorama del 73è Festival Internacional de Cinema de Berlín al febrer de 2023.
Abans del seu llançament, Wild Bunch va adquirir els seus drets de distribució.

## Recepció
Al lloc web de recopilació de ressenyes Rotten Tomatoes, el 85% de les ressenyes de 13 crítics són positives, amb una qualificació mitjana de 8,4/10.
Erin Brady de /Film va escriure: "Heroico és probablement una pel·lícula que no funcionarà per a tots, ja que alguns moments intencionalment horribles de brutalitat casual faran que els espectadors es retorcin. No obstant això, en utilitzar la càmera com una arma intensament rígida, la pel·lícula impulsa les seves intencions d'una manera que no sigui ni autoritària ni vaga. És un poderós exemple del poder de la narració visual, de permetre que els aspectes tècnics de les pel·lícules contin una història dolorosa d'una manera que les meres paraules no poden". Mentrestant, Jordan Mintzer de The Hollywood Reporter va escriure: "No hi ha veritables sorpreses a Heroico, que fixa el seu rumb cap a l'infern en l'escena inicial i segueix un camí recte allí durant els següents 90 minuts".

## Premios y Nominaciones
- Festival de cinema de Sundance
  - Gran Premi del Jurat (Nominada)

- Festival Internacional de Cinema a Guadalajara
  - Millor pel·lícula (Guanyadora)
  - Millor pel·lícula mexicana (Guanyadora)
  - Millor actor - Fernando Cuautle (Guanyadora)
  - Millor pel·lícula del Jurat jove (Guanyadora)

- 73è Festival Internacional de Cinema de Berlín
  - Llargmetratge - Panorama Audience Award (Nominada)

- Festival de Cinema de Sant Sebastià
- Premi Horizontes - David Zonana (Nominada)